# Реактанти
Реакта́нти (англ. reactant) — речовини, що вступають у хімічну реакцію.
Термін реактанти за рекомендаціями IUPAC прийшов на зміну терміну реагенти, оскільки другий вживається у більш вузькому, спеціалізованому сенсі, наприклад, аналітичні реагенти, реагенти у буровій справі тощо.
Лімітуючий реактант — англ. limiting reactant — реактант у певній реакції, що присутній у меншій кількості, ніж належить за стехіометрією цієї реакції, і тому його кількість лімітує кількість продукту реакції. Пр., еквімолярні кількості H2(г) і O2(г) дадуть 1 моль пари H2O(г) і 0.5 моль залишку O2(г) — отже водень тут є таким реактантом.